# 8 Cygni
8 Cygni é uma estrela na constelação do norte de Cygnus. Baseado em sua paralaxe de 3,79 mas, a estrela está a aproximadamente 860 anos-luz (260 parsecs) de distância da Terra. É visível a olho nu como uma fraca estrela branca azulada com uma magnitude visual aparente de cerca de 4,7. A estrela está se aproximando da Terra com uma velocidade radial heliocêntrica de -21 km/s.
Esta é uma estrela subgigante envelhecida, como indicado pelo seu tipo espectral de B3IV. Sua temperatura efetiva de 16.100 K se encaixa na faixa normal de estrelas do tipo B: 11.000 a 25.000 K. 8 Cygni é aproximadamente duas vezes mais quente que o Sol, e é seis vezes maior e muitas vezes mais brilhante em comparação. As abundâncias elementares estão próximas da solar.